# Microcina leei
Microcina leei is een hooiwagen uit de familie Phalangodidae.